# Dasyhelea suarezi
Dasyhelea suarezi är en tvåvingeart som beskrevs av Gustavo R. Spinelli och Ronderos 1988. Dasyhelea suarezi ingår i släktet Dasyhelea och familjen svidknott. Inga underarter finns listade i Catalogue of Life.